# Gangréna
Gangréna či sněť (gangraena) je označení pro druhotně změněnou nekrózu. Jde tedy o odumřelou a následně dále změněnou tělesnou tkáň, obvykle působením bakteriální infekce, poranění nebo trombózy a také špatnou mikrocirkulací v tkáních. Ke gangréně jsou náchylné zejména poraněné tkáně se znečištěním (např. válečná poranění) nebo končetiny diabetiků.
Jakákoliv infekční sněť je smrtelně nebezpečná – bakterie se šíří do okolních tkání a produkují toxiny. Nakonec dochází k celkové sepsi a smrti.
Základní chirurgickou léčbou u rozvinuté sněti je amputace postižené oblasti. Části tkání, které již podlehly nekróze, totiž není možné zachránit a jsou zdrojem agens (původce sněti). Kromě toho se podávají antibiotika k potlačení původce sněti.
Lze rozlišovat suchou, vlhkou a plynatou sněť. Pokud člověk na svém těle zaznamená příznaky počínající sněti, musí bezpodmínečně okamžitě navštívit či přivolat lékaře.
Gangréna se také může vyskytovat i na jiných částech těla, jako například ve střevech, na dolních končetinách a v dutině ústní.

## Typy
- Suchá sněť (gangraena sicca) – mumifikace: přerušení krevního oběhu a působení vzduchu na nekrózu způsobuje vyschnutí, tkáň je černá (nejčastěji dolní končetina, pupečník)
- Vlhká sněť (gangraena humida) – příčinou je masivní bakteriální infekce, kůže je rozbředlá, zelená, silně zapáchá
- Plynatá sněť (gangraena emphysematosa) – infekce anaerobních bakterií Clostridium perfringens tvořící plyn (bublinky), na pohmat slyšitelné praskání